# Wilfred Patrick Thesiger
Sir Wilfred Patrick Thesiger (Addis Abeba, 3 giugno 1910 – Londra, 24 agosto 2003) è stato un esploratore e scrittore britannico nato in Etiopia.
Anche chiamato col nome arabo di Mubarak bin Landan (in lettere arabe: مُبَارَك بِن لَنْدَن, ossia il benedetto di Londra) fu un ufficiale militare. I suoi libri di viaggi più famosi includono Sabbie Arabe (1959), compiuto a piedi e a dorso di cammello nel deserto di Rub' al-Khali nella Penisola Arabica, e The Marsh Arabs (1964), dopo aver vissuto negli anni Cinquanta tra le paludi nel sud della Mesopotamia, in Iraq, fra le tribù indigene.

## Biografia
Il giovane Wilfred studiò all'Eton College. Tornò in Africa nel 1930 su invito personale dell'imperatore d'Etiopia Hailé Selassié. Nel 1933 partecipò ad una spedizione, parzialmente finanziata dalla Royal Geographical Society, per esplorare il corso del fiume Auasc cartografandone il corso fino alla foce. Fu il primo europeo ad entrare nel sultanato di Aussa e visitare il lago Abbe.
La sua notorietà è legata ai resoconti delle sue esplorazioni: "Arabian Sands" (Sabbie arabe), pubblicato nel 1959, narra la sua traversata del deserto del Rub' al-Khali tra il 1945 e il 1950 e descrive lo stile di vita dei suoi abitanti, i Beduini. Cronologicamente, Thesiger fu il terzo europeo a compiere l'attraversamento di questo deserto, dopo Bertram Thomas e St John Philby.
Il libro Marsh Arabs (Gli arabi delle paludi, 1964) si incentra sulla descrizione dei Maʿdān - chiamati arabi delle paludi - un'etnia che viveva nelle zone umide dell'Iraq meridionale e con cui aveva convissuto sette anni tra il 1951 e il 1958.

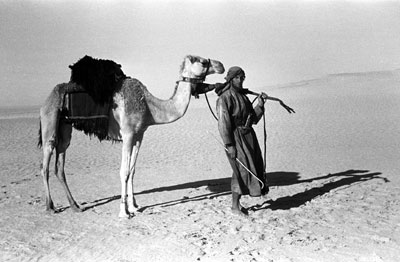
Wilfred Thesiger durante la seconda traversata dell'Empty Quarter.

## Opere
- A Journey Through the Tihama, the 'Asir, and the Hijaz Mountains
- Sabbie arabe (Arabian Sands, 1959), traduzione di Giorgio Salzano, Collana Terra Umana, Milano, Jaca Book, maggio 1984, ISBN 978-88-162-6003-0. - Collana Oscar Grandi saggi, Milano, Mondadori, 1991; Prefazione di Stefano Malatesta, Collana Il Cammello Battriano, Vicenza, Neri Pozza, 2002, ISBN 978-88-730-5808-3; Collana Beat n.209, BEAT, 2016; Collana Beat Bestseller, 2022, ISBN 978-88-655-9949-5.
- Quando gli Arabi vivevano sull'acqua (The Marsh Arabs, 1964), traduzione di Gioia Guerzoni, Collana Il Cammello Battriano, Vicenza, Neri Pozza, 2004, ISBN 978-88-730-5824-3. - Collana Beat Bestseller, Vicenza, BEAT, 2022, ISBN 978-88-655-9940-2.
- The Last Nomad, 1979
- La vita a modo mio (The Life of My Choice, 1987), traduzione di Aridea Fezzi Price, Collezione Foglie d'erba, Milano, Edizioni Settecolori, 2022, ISBN 978-88-969-8640-0.
- Visions of a Nomad, 1987, Collins, ISBN 0-00-217729-3.
- My Kenya Days, HarperCollins, 1994, ISBN 0-00-255268-X.
- The Danakil Diary: Journeys through Abyssinia, 1930–34, Hammersmith, 1996, ISBN 0-00-638775-6. [diari scritti nel 1930, quando presenziò all'incoronazione di Hailé Selassié, e nel 1933–1935, quando esplorò la valle Awash incontrando la gente dell'Afar; intervallati dalle lettere che scrisse durante tale periodo]
- Among the Mountains: Travels Through Asia, HarperCollins, 1998, ISBN 0-00-255898-X. [resoconti scritti durante i viaggi compiuti in remote aree di montagna in Afghanistan, Pakistan e Kurdistan tra il 1952 e 1965, con numerose foto in bianco e nero prese durante gli itinerari]
- Crossing the Sands, Motivate Pub Ltd, 2000, pp.176, ISBN 1-86063-028-6. [sui viaggi nel deserto Rub' al Khali e nella Penisola Arabica negli anni Quaranta, con fotografie]
- My Life and Travels, HarperCollins, 2002, pp.352, ISBN 0-00-257151-X. [antologia]
- A Vanished World, W.W. Norton, 2001, pp.192, ISBN 0-00-710837-0. [album di fotografie]

## Curiosità
Wilfred Thesiger viene citato dalla scrittrice canadese Annie Proulx, nel suo noto romanzo "Avviso ai naviganti", Premio Pulitzer nel 1994, come uno degli scrittori fonte di ispirazione per i viaggi e le esplorazioni su territorio del protagonista.